# Battaglia di Salamina
(Eschilo, I Persiani 963-65)
La battaglia di Salamina fu uno scontro navale che si svolse probabilmente il 23 settembre del 480 a.C., in piena seconda guerra persiana. Vide contrapposti una lega panellenica, comandata da Temistocle ed Euribiade, e l'Impero achemenide, comandato invece da Serse I di Persia. Teatro dello scontro fu lo stretto tra Atene e l'isola di Salamina, sita nell'attuale golfo Saronico.
Per bloccare l'avanzata persiana, un contingente limitato di Greci sotto comando spartano aveva ingaggiato la battaglia delle Termopili e la flotta a prevalenza ateniese aveva combattuto presso Capo Artemisio ottenendo rispettivamente una sconfitta e una sostanziale parità dovuta alla ritirata verso Salamina, seguita all'apprendimento dell'esito del contemporaneo scontro. Superato il passo delle Termopili, i Persiani erano penetrati in Beozia e in Attica, conquistando queste due regioni e costringendo i Greci ad allestire una linea difensiva all'altezza dell'istmo di Corinto.
Nonostante lo svantaggio numerico, la lega panellenica capitanata dal generale ateniese Temistocle, fu da lui costretta a intraprendere un secondo scontro con la flotta avversaria, nella speranza che una vittoria navale allontanasse il pericolo di un attacco via mare del Peloponneso; anche Serse I era ansioso di poter scendere nuovamente a battaglia. Il sotterfugio escogitato da Temistocle scompose i piani del Gran Re e la flotta persiana, accecata dall'apparenza di una vittoria semplice, entrò nello stretto di Salamina tentando di bloccare lì le navi greche con una manovra di accerchiamento.
Tale era l'angustia dello stretto, inadatto al combattimento di un così gran numero di navi, che il territorio si rivelò ben presto inadatto alle massicce navi persiane, impedite fra di loro nel compiere le manovre. Cogliendo l'opportunità propizia, la flotta greca si dispose per la battaglia e riuscì a ottenere una vittoria decisiva.
Perduta la flotta, essenza vitale del suo esercito, Serse ritornò in Asia con la gran parte dei soldati rimanenti e concesse a Mardonio di scegliere alcune unità per portare a termine la conquista della Grecia: quanti passarono sotto il suo comando vennero tuttavia sconfitti l'anno successivo durante la battaglia di Platea, quasi contemporanea alla battaglia di Micale che si svolse in Asia.
Dopo questa guerra i Persiani rinunciarono a qualsiasi altro tentativo di conquistare l'entroterra greco: si può dire che gli scontri di Salamina e Platea segnarono il punto di svolta nel contesto degli scontri tra Greci e Persiani, dato che da allora i Greci cominciarono una politica aggressiva nei confronti degli avversari che ebbe l'apice della propria pericolosità con la battaglia dell'Eurimedonte.
Un gran numero di storici ritiene che una eventuale vittoria persiana avrebbe ostacolato lo sviluppo della civiltà greca e in senso più esteso di quella occidentale, affermando quindi che questa battaglia sia stata una delle più importanti di tutti i tempi.

## Contesto storico

### Antefatti remoti
La seconda guerra persiana è la conseguenza di una quantomai complessa concatenazione di eventi, che hanno inizio con la conquista della regione ionica, regione dell'Asia minore storicamente abitata dai Greci, da parte di Ciro il Grande, avvenuta verso la metà del VI secolo a.C., operazione che tuttavia non aveva ridotto la vividezza culturale di quelle terre, che arrivò a influenzare quella della madrepatria. Nonostante culti religiosi e organizzazione politica ai bassi livelli non fossero stati alterati, questa dominazione sentita come servile era reputata inaccettabile (soprattutto per la leva militare, le tassazioni e l'imposizione di governi tirannici) da parte di quanti la subivano, anche per la nascita di regimi democratici nel resto della Grecia. Ciononostante, i Greci, pur riferendosi ai loro dominatori appellandoli come barbari, non conferivano a questo termine una connotazione negativa, anzi apprezzavano alcuni loro tratti (dalla tenacia all'audacia, passando per la ricerca dell'eccellenza nella caccia e nella guerra, per la raffinatezza del pensiero religioso, per l'efficienza del sistema logistico e politico e per l'obbligo di dire sempre la verità); il tanto criticato fasto di questo popolo era riservato solo alle classi dominanti.
In considerazione di queste riflessioni e stando ai fatti, considerato come il governo barbaro fosse da molti accettato, solo trenta centri, rifiutando quelle posizioni etichettate come medismo, si opposero all'invasione che avrebbe avuto luogo tra il 480 e il 479 a.C., parte della quale è questa battaglia. L'atteggiamento di chi si schierasse volontariamente coi Persiani, come larga parte della Ionia, in antitesi rispetto all'ideale romantico di nazione ellenica che lotta per la propria libertà, venne definito medismo. La stessa imposizione di un tiranno, elemento caratteristico della dominazione, che può parere una violazione della libertà dei cittadini, venne accettata in madrepatria, tanto che Pisistrato e il figlio Ippia riuscirono a reggere il governo, pur con qualche sparuta opposizione, nella fase più solida e prospera dal 546 a.C. al 527 a.C., anno in cui la situazione cominciò a degenerare (a causa di un cambiamento di atteggiamento da parte del secondo). Tuttavia, ben più grave era la situazione delle polis ionie, poiché non solo avveniva una limitazione della libertà, ma questa era accompagnata da parte dell'imposizione di un potere dall'esterno (contro il principio di autonomia).
Non meno facili erano i contatti della madrepatria greca col mondo persiano: nel 546 a.C., quando i Persiani avevano sconfitto Creso, pur non offrendo il supporto militare richiesto dalle polis della Ionia, gli Spartani inviarono a Ciro un loro ambasciatore dal gran re per metterlo in guardia, confidando troppo in un loro ipotetico prestigio internazionale. Altrettanto presuntuosi si dimostrarono gli Ateniesi quando, dopo decenni di contrasti, si rivolsero ai Persiani per ottenere da parte loro una difesa contro Sparta, che era intenzionata a sfruttare il vuoto di potere creatosi dopo la fine della tirannia per imporre il proprio predominio: superate le prime diffidenze, gli ambasciatori ateniesi, forse non consci del significato di questo gesto, simbolo non di alleanza, ma di sottomissione, consegnarono nelle mani del satrapo di Lidia Artaferne "acqua e terra". Un altro tentativo di aggressione di Sparta ai danni di Atene fu effettuato, ai fini di ridimensionarne la potenza mediante la creazione di una lega peloponnesiaca, nel 504 a.C., riportando Ippia, che aveva trovato rifugio dai Persiani, in città: esso fu tuttavia abbandonato perché alcune città (prima tra le quali Corinto) si erano opposte a questo piano.

### La rivolta ionia
Le polis di Atene ed Eretria avevano in seguito appoggiato, seppur senza un apporto decisivo, la fallimentare Rivolta ionia ordita contro l'impero achemenide retto, al tempo, da Dario I, che ebbe luogo tra il 499 e il 494 a.C. e vide come suo promotore Aristagora, tiranno di Mileto. Egli voleva conquistare l'isola di Nasso, sua ambita preda personale, indicandola come trampolino per una successiva spedizione verso la Grecia (e in particolare contro Atene, che si trovava alla distanza di tre soli giorni di navigazione). Non si può escludere che questa tracotanza da parte del depositario di un potere regionale fosse connessa al ruolo centrale che la Ionia (e in particolare Mileto, sua perla) aveva cominciato a giocare commercialmente (e quindi, in termini di ricchezza e potere politico) in conseguenza dell'espansione di Dario. Anche se essa proseguiva sia verso l'Indo, sia verso il Danubio, sia in Nordafrica, interessava maggiormente gli Ioni, che vi partecipavano in massa, quando aveva sua destinazione la Grecia: tutto questo ovviamente per motivi di convenienza commerciale. Tuttavia, la spedizione fu fallimentare e, spaventato dalle ripercussioni che poteva subire da parte dei finanziatori, Aristagora decise di defezionare dall'Impero, rinunciando, almeno sul piano formale, alle sue prerogative tiranniche, e sostituendo alla propria autocrazia un regime democratico, secondo quanto auspicato dagli Ioni, che prontamente deposero i propri tiranni imitandone l'esempio.
A questo progetto si oppose Ecateo, ben conscio di come mai i rivoltosi sarebbero stati in grado di strappare al Gran Re il predominio sul mare. Ignorando il punto di vista di chi lo criticasse, Aristagora decise di cercare alleati tra le massime potenze della Grecia. Rivoltosi agli Spartani (rappresentati dal diarca Cleomene I), con un intervento volto a rintracciare la comunanza delle radici di Peloponnesiaci e Ioni, mise in luce come, per loro, sconfitti i Persiani, prendersi cura di quella questione non potesse diventare solo fonte di grandi guadagni, ma anche di immane prestigio. Tuttavia, il re non si fece illudere, sebbene per la superiorità anche tecnica delle armature la vittoria si prospettasse nei disegni di Aristagora abbastanza facile, e scacciò l'ex tiranno, essendosi reso conto delle difficoltà derivanti da distanza e potenza dei nemici.
Come secondo tentativo, nel 499 a.C. Aristagora si rivolse ad Atene, polis in cui la democrazia, che aveva prosperato nonostante i tentativi spartani, aveva portato, come se sotto di essa ogni cittadino sentisse, lavorando per lo stato, di fare anche il suo personale interesse, un benessere tale che poteva essere definita tra i centri ellenici seconda alla sola Sparta: non solo aveva avuto successi bellici, ma, arricchitasi col commercio e governata da un'assemblea che consentiva una partecipazione abbastanza ampia da parte del popolo, era anche adorna di monumenti e prestigiosi edifici per il culto e per la vita politica. È necessario anche evidenziare che a differenza di Sparta, Atene aveva un movente concreto per inviare delle truppe in aiuto degli Ioni: una volta scacciato, Ippia aveva trovato rifugio alla corte di Artaferne, alle cui orecchie aveva screditato la città nativa al fine di ritornarvi quale tiranno per imposizione e con supporto achemenide. Ciò avrebbe dato ai Persiani una base di partenza per una loro successiva spedizione aggressiva ai danni della penisola; quando gli Ateniesi cercarono di screditare a loro volta gli esuli presso la sua corte, Artaferne si rifiutò di dar loro retta, imponendo anzi Ippia come tiranno. Il ritorno del figlio di Pisistrato non venne accettato dagli Ateniesi, che così, a costo di entrare in forte contrasto col Re dei Re, vennero meno ai patti di sudditanza precedentemente (e forse inconsciamente) stabiliti. Tenendo la medesima orazione che aveva pronunciato a Sparta, riuscì a persuadere l'assemblea, che accettò di inviare 20 navi e un contingente di opliti compreso tra le 4000 e le 5000 unità: Erodoto non risparmia la sua ironia e commenta come fosse paradossale che risultasse più facile illudere migliaia di cittadini che un singolo uomo (anche se sappiamo che in realtà Atene si trovava già in contrasto con la Persia).
In questo modo, salparono dalla Grecia alla volta della Ionia 25 navi, poiché cinque erano state fornite dalla polis di Eubea: il grosso dell'esercito venne subito indirizzato verso Sardi, e sui 130 chilometri di marcia verso l'interno non ottenne alcuna opposizione. Durante il saccheggio della città, poiché era stato appiccato un incendio, i Lidi e i Persiani asserragliati nella roccaforte effettuarono una sortita e costrinsero gli aggressori, inconsci della loro presenza, alla ritirata verso la costa, dove, a Efeso, furono sconfitti dall'esercito imperiale. Questo evento segnò la fine della partecipazione dei contingenti europei alla rivolta: tuttavia, la volontà di vendetta di Dario contro gli Ateniesi venne ricordata con toni drammatici da Erodoto. Avrebbe infatti scagliato una freccia contro il cielo per chiedere a Zeus la possibilità di vendicarsi su di loro, e avrebbe incaricato un servo di ricordargli prima di pranzo per tre volte di non dimenticarsi della sua vendetta: ciò potrebbe anche significare che il suo interesse per gli Ateniesi non fosse tale da porre, fra i suoi pensieri, questi tra i primi argomenti.
Nonostante il relativo fallimento, la rivolta riuscì a essere esportata nell'Ellesponto, in Caria e a Cipro, queste ultime due regioni popolate in modo consistente anche da Persiani. Grazie soprattutto all'intervento della cavalleria imperiale, che ben sovrastava i reparti pedestri per importanza strategica, la fase cipriota terminò nel 496 a.C. con una battaglia terrestre seguita ad assedi e a una pesante sconfitta inferta ai Fenici (che costituivano i reparti di punta dell'esercito imperiale) dai rivoltosi. Alla repressione effettuata nella Propontide e nell'Ellesponto seguì una ben più forte resistenza da parte dei Cari, che si arresero solo nel 493 a.C., l'anno dopo la presa di Mileto. Durante essa, gli Ioni avevano, forti di 353 navi secondo Erodoto, deciso di lasciare a Mileto i concittadini di Aristagora e di combattere invece al largo, presso l'isoletta di Lade, fiduciosi che contro le 600 unità nemiche potesse ripetersi l'esperienza positiva avuta a Cipro. Convinti dell'importanza della supremazia navale, anche se non sicuri dell'esito, i generali imperiali inviarono i tiranni deposti nelle rispettive città, promettendo l'amnistia in caso di reintegro e sottomissione, e minacciando schiavitù e pene pesantissime in caso di opposizione e sconfitta. Se nonostante ciò inizialmente l'alleanza aveva retto, secondo Erodoto la severa supervisione di Dionisio di Focea agli addestramenti demotivò parte della flotta: le prime ad abbandonare la causa ionica furono 49 delle 60 navi fornite dai Sami. Nonostante la virtù manifestata nel corso del combattimento, i Greci furono sconfitti e Dionisio, trasferitosi in Sicilia, si diede alla pirateria. Quindi, la città di Mileto fu attaccata da terra e da mare e, una volta presa, fu rasa al suolo: nessuno degli abitanti poté restarvi. Entro la fine dell'anno ogni focolaio della sedizione fu spento con una violenta repressione, cui seguì un periodo di riconciliazione e ricostruzione, durante il quale i dominatori cercarono di ridurre i conflitti tra le città controllando i confini delle loro influenze, imposero tributi e sostituirono, con grande meraviglia degli Ioni, le tirannie con regimi democratici.

### La prima guerra persiana
L'impero persiano era relativamente giovane (era nato, infatti con Ciro il Grande meno di un secolo prima), e quindi potenzialmente facile vittima delle rivolte delle popolazioni da esso sottomesse. Inoltre, Dario era un usurpatore e dovette spendere molto tempo per sedare le ribellioni al suo potere. Con la fine della rivolta ionia, Dario promise di punire definitivamente coloro che ne erano stati coinvolti, chiunque essi fossero, nonostante questo fosse poco più di un pretesto: è infatti più probabile che Dario vide soprattutto l'opportunità di espandere il suo impero ai danni della Grecia, che risultava abbastanza disunita e vulnerabile a invasioni. Obiettivo cruciale per rendere più stabile il confine occidentale in vista di una futura annessione era la sottomissione del maggior numero possibile di città greche. Una prima spedizione guidata da Mardonio (cugino acquisito di sua maestà), avvenuta nel 492 a.C., e generalmente indicata come un fallimento per via del cospicuo numero di navi perdute (300 secondo Erodoto) presso la penisola di Monte Athos durante una tempesta, riuscì comunque a far conseguire dei mediocri obiettivi: riconquista della Tracia, sottomissione dell'Ellesponto e dell'isola di Taso, costrizione della Macedonia a diventare un regno vassallo della Persia.

Una mappa che mostra la suddivisione politica del mondo greco al tempo della battaglia

Nel 491 a.C. Dario mandò ambasciatori a tutte le polis della Grecia, chiedendo un tributo di terra e acqua per segnare la loro sottomissione a lui. Avendo già osservato quale fosse il suo potere l'anno precedente, le maggiori polis greche accettarono la sottomissione, mentre ad Atene gli ambasciatori vennero processati e uccisi e a Sparta vennero gettati in un pozzo. In questo modo, Sparta si affiancava ad Atene nella lista di quanti erano in guerra con la Persia. In seguito, il Re inviò contingenti terrestri e marittimi a scopo punitivo affidandoli ai comandanti: Dati e Artaferne contro l'isola di Nasso; la reazione di prepotenza di Dario non fece altro che indurre in Grecia un profondo timore e le isole Cicladi "cogliendo la palla al balzo" si schierarono a favore dei persiani. Il contingente mosse poi verso Eretria, che fu assediata e distrutta. Infine, si diresse verso Atene, approdò nella baia di Maratona, dove fu poi raggiunto da dei contingenti ateniesi e plateesi. Nella successiva battaglia di Maratona i Greci ottennero una decisiva vittoria sull'avversario, che comportò, dopo un tentativo d'aggiramento di Capo Sunio, la ritirata di quest'ultimo verso l'Asia.

### La seconda guerra persiana
Dario non si diede per vinto, cominciò a radunare una nuova enorme armata con la quale sperava di poter ritentare l'impresa: lo scoppio, nel 486 a.C., di una rivolta in Egitto lo costrinse tuttavia a rimandare la spedizione. Nello stesso anno morì il Re ancora nel bel mezzo dei preparativi, a lui succedette Serse I che domò la sollevazione e portò avanti i sogni di Dario arruolando nuovi uomini provenienti da tutto l'impero. L'entità di un così gran numero di armati non giovò di certo gli spostamenti a Serse che decise di passare l'Ellesponto per mezzo di un ponte di navi, creando così il primo collegamento tra Europa e Asia. Sulla strada dei suoi predecessori, dei loro sbagli e delle loro scelte, preferì creare anche un canale per "tagliare" l'istmo di Monte Athos, di fronte al quale la flotta di Mardonio era stata affondata dodici anni prima. Questi due progetti (481-480 a.C.) esemplificarono al meglio quell'ambizione tipica dell'impero achemenide, propositi che puntavano in alto ed erano sicuramente favoriti dalla ricchezza dell'"erario" persiano. All'inizio del 480 a.C., completati i preparativi, l'armata inviata dalle satrapie d'oriente venne raccolta a Sardi e venne fatta marciare alla volta dell'Europa.

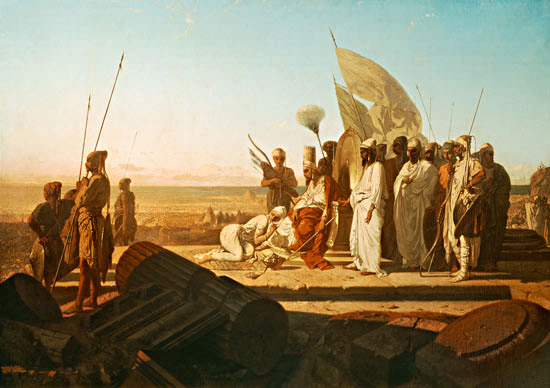
Adrien Guignet, Serse presso l'Ellesponto

Nel frattempo, a partire circa dal 485 a.C., gli Ateniesi, che subodoravano già i sentimenti di rivincita persiani, si prepararono a sostenere una nuova guerra contro Persiani: nel 482 a.C. fu presa la decisione, sotto l'iniziativa di Temistocle, di allestire una flotta di triremi, usufruendo degli introiti delle miniere del Laurio, che sarebbe stata necessaria per competere cogli invasori nelle battaglie navali. Tuttavia, gli Ateniesi non avevano un numero di militari sufficientemente elevato per poter competere coi Persiani sia sul fronte marittimo sia sul fronte terrestre: perciò gran parte di loro si unì per costituire una lega panellenica. Fu in occasione di un congresso tra le polis greche nel tardo autunno di quell'anno, a Corinto, che la lega mosse i suoi primi passi. Questa aveva la facoltà di inviare ai vari membri richieste d'aiuto e di usare le truppe di quelli, dopo consultazione, per la difesa dei punti strategici. Ciò fu notevole per il mondo greco, particolarmente frammentato, soprattutto perché molte delle polis firmatarie dell'accordo erano formalmente in guerra tra loro.
Inizialmente il congresso concordò sul difendere la Valle di Tempe, ai confini con la Tessaglia, per bloccare l'avanzata di Serse. Tuttavia, arrivati sul luogo, i contingenti greci furono informati da Alessandro I di Macedonia del fatto che il passaggio sarebbe potuto essere aggirato per mezzo del passo presso il moderno centro di Sarantaporo e che i contingenti persiani fossero numerosissimi. Dopo poco, ricevettero la notizia che Serse aveva appena superato l'Ellesponto: venne quindi adottata una seconda e duplice strategia con la quale si suppose che il passo delle Termopili sarebbe stato il luogo migliore per trincerarsi nell'attesa degli invasori. In secondo luogo, per evitare un accerchiamento navale a sud del passo, la lega panellenica decise di bloccare il re e il suo esercito nei pressi dello stretto dell'Artemisio. Questa duplice strategia fu adottata sotto approvazione del congresso. Tuttavia, le polis del Peloponneso, tra le quali Sparta, mandarono contingenti a difendere anche l'istmo di Corinto. Come noto il contingente greco inviato alle Termopili, in decisa inferiorità numerica, dopo aver opposto resistenza per tre giorni venne aggirato per mezzo di un sentiero montano. Ritiratisi molti dei militari, altri, tra i quali sicuramente gli Spartani e i Tespiesi, continuarono a opporre resistenza ma, attaccati su due fronti, vennero uccisi in massa. La simultanea battaglia combattuta presso Capo Artemisio non diede un vincitore poiché, informati dell'esito del contestuale combattimento, i Greci si ritirarono.

## Fonti
La principale fonte primaria relativa alle Guerre persiane è lo storico greco Erodoto, ritenuto non erroneamente il padre della storia moderna, nato nell'anno 484 a.C. ad Alicarnasso e quindi coevo di Serse e della sua spedizione. Scrisse la sua opera Storie (ἱστορίαι, Historiai) in un arco di tempo compreso approssimativamente tra il 440 e il 430 a.C., cercando di identificare le origini delle Guerre Persiane, allora considerate un evento relativamente recente, essendosi queste concluse in modo definitivo solo nel 450 a.C.. L'approccio che Erodoto ha nel narrare tali avvenimenti non è paragonabile con quello dei moderni storici, dato che utilizza uno stile romanzesco: tuttavia, è possibile identificarlo come il fondatore del metodo storico moderno, perlomeno per quanto concerne la società occidentale. Infatti, come disse Tom Holland, "per la prima volta, un cronista si mise a rintracciare le origini di un conflitto non appartenente a un tempo così passato da poter essere detto fantasioso, non per volontà o per desiderio di qualche divinità, non per la pretesa di un popolo di prevedere il destino, ma mediante spiegazioni che avrebbe potuto verificare personalmente."

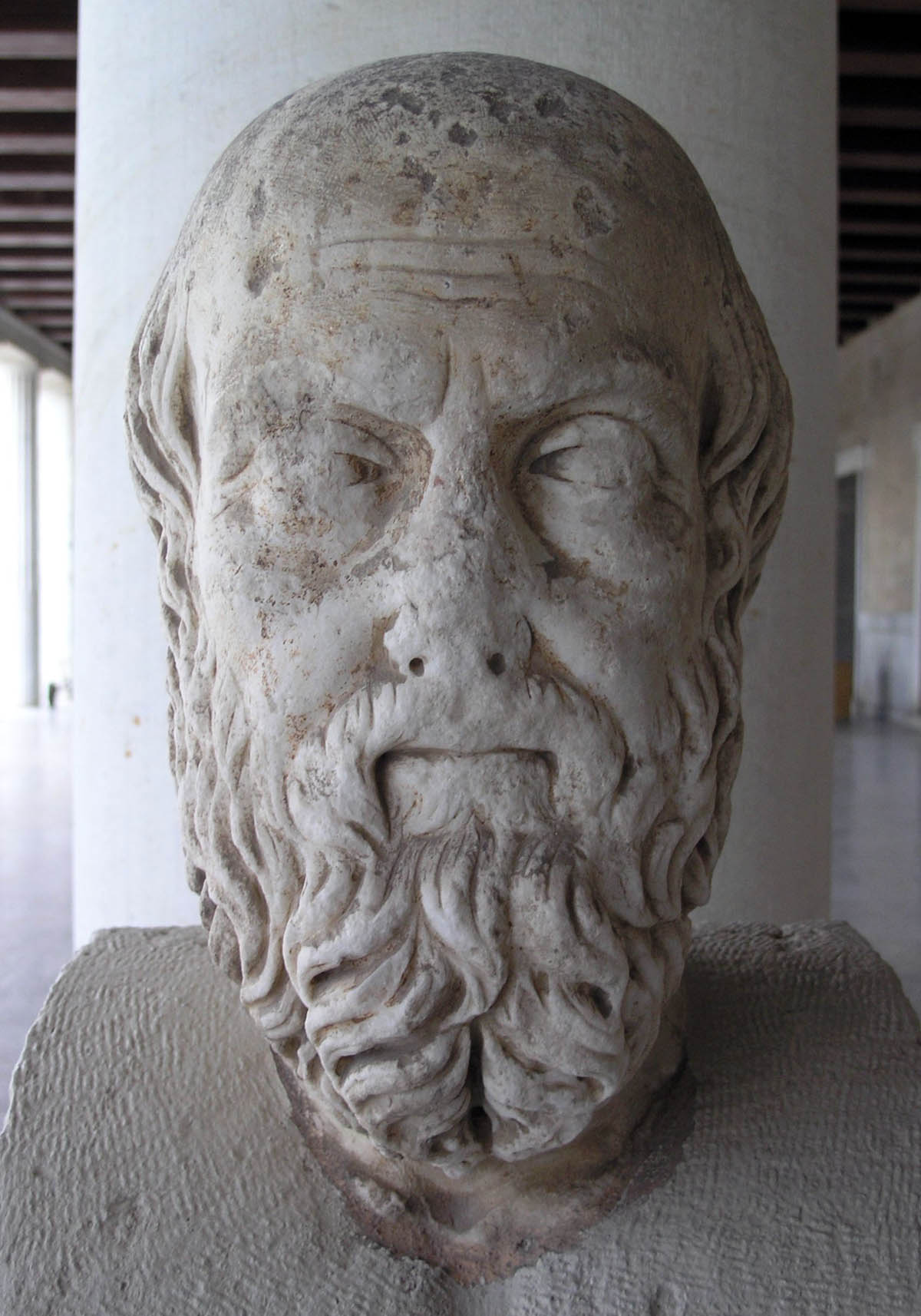
Busto di Erodoto

Alcuni storici antichi successivi a Erodoto, pur avendo seguito le orme lasciate dal celebre storico, cominciarono a criticare il suo operato: il primo di questi fu Tucidide, che definì i suoi testi come quelle di un poeta che "nell'esaltazione del canto amplia ogni particolare facendolo prezioso" e di un cronista dedito "più al diletto dell'ascolto, che a severa indagine della verità". Tuttavia, Tucidide scelse di cominciare le proprie ricerche storiografiche laddove Erodoto aveva terminato, ossia a partire dall'assedio della polis di Sesto, ritenendo evidentemente che il suo predecessore avesse svolto un lavoro non bisognoso di revisione o di riscrittura. Pure Plutarco criticò l'operato di Erodoto nella sua opera Sulla malignità di Erodoto, descrivendo lo storico greco come vicino ai barbari: questa osservazione permette però di comprendere e apprezzare il tentativo di imparzialità storica promosso da Erodoto, che non si schierò eccessivamente dalla parte degli opliti ellenici.
Ulteriori critiche a Erodoto vennero mosse nel panorama culturale dell'Europa rinascimentale, a dispetto delle quali i suoi scritti rimasero però molto letti. Tuttavia, Erodoto venne riabilitato e riprese a essere ritenuto affidabile durante il XIX secolo, quando ritrovamenti archeologici confermarono la sua versione degli eventi. L'opinione oggi prevalente in relazione all'operato di Erodoto è quella che lo legge come un lavoro sì notevole sotto il profilo storico, ma meno affidabile per quanto concerne l'esattezza delle date e la quantificazione dei contingenti stanziati per i vari scontri. Tuttavia, vi sono ancora alcuni storici che ritengono il lavoro compiuto dallo storico greco come non affidabile, frutto di elaborazioni personali.
Cercando di fornire un giudizio globale, è difficile negare che la sua ingenuità, a tratti vicina all'acriticità, l'inesperienza tattica, politica e strategica, e le digressioni su argomenti secondari siano difetti che ben giustificano il disprezzo in cui si imbatté nelle epoche successive. Tuttavia, bisogna tenere conto di questi elementi (che, combinati con la raccolta sostanziosa di fonti, lo collocano tra l'orale tradizione omerica e quella analitica di Tucidide) inquadrandoli nel contesto intellettuale e letterario a lui contemporaneo. Inevitabile fu la fusione tra il mitico e lo scientifico in un'epoca in cui i due generi non erano ancora sufficientemente distinti e in cui, per di più, l'astrazione nello scritto era al suo stadio primitivo. Per far fronte a questa necessità di concretizzazione (per le strategie politiche e militari) ricorse quindi ai dialoghi, che potrebbero essere tanto inventati, quanto frammenti tramandati per via orale.
Un altro storico che scrisse in relazione a questi combattimenti è stato Diodoro Siculo, storico siciliano in attività durante il I secolo a.C. e noto in particolar modo per la sua opera di storia universale nota come Bibliotheca historica, nella quale trattò tale tematica appoggiandosi agli studi già compiuti dallo storico greco Eforo di Cuma. Gli scritti provenienti da tale fonte non si discostano dai dati forniti da Erodoto. Anche altri autori toccarono questa tematica nei loro scritti, pur non approfondendola e senza fornire resoconti numerici: Plutarco, Ctesia di Cnido e il drammaturgo Eschilo che fu presente in questa battaglia. Anche reperti archeologici, inclusa la Colonna serpentina, confermano le affermazioni di Erodoto.

## Datazione
La successione degli eventi relativa a questo scontro è di difficile ricostruzione. Erodoto espone il conflitto come immediatamente successivo alla presa di Atene, ma non esplicita questa informazione in alcun passaggio. Se il duplice scontro delle Termopili e dell'Artemisio avvenne in settembre, è possibile che anche questo scontro si sia verificato in quel mese, ma bisogna tenere in considerazione che i Persiani impiegarono due o tre settimane a catturare Atene, sistemare la flotta e far rifornimenti. Erodoto suggerisce inoltre che le Carnee e i Giochi olimpici fossero già trascorsi. Con la battaglia di Salamina la storia ricorda un altro grande successo greco: la battaglia di Imera, a seguito della quale Gelone, tiranno di Siracusa, e gli Akragantini, comandati da Terone, sconfissero definitivamente i Cartaginesi. La battaglia, secondo Erodoto, si disputò nel medesimo giorno di quella di Salamina.

## Forze in campo

### Flotta greca

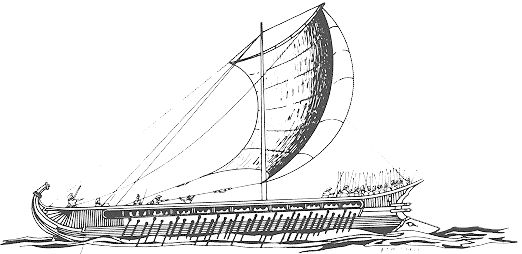
Una trireme greca

Nonostante la flotta di fatto fosse controllata da Temistocle, la cui città forniva la maggior parte delle navi, formalmente il comandante della spedizione era lo spartano Euribiade, in conformità con quanto deliberato dalla lega panellenica. Quando Temistocle cercò di aggiudicarsi il comando della spedizione, altre città della Grecia, con grande esperienza in fatto di navigazione, non furono d'accordo e, come compromesso, fu dato il comando a Euribiade, anche se la storia affibbia a Sparta il predominio terrestre e ad Atene quello navale.

#### Nell'opera erodotea
Dopo aver indicato il numero delle unità inviate dai vari alleati, per un totale di 366 triremi e 5 pentecontere e quindi di 371 unità complessive, Erodoto si contraddice, dicendo che le navi, eccettuate le pentecontere, fossero 378, numero più vicino comunque a quello della flotta nel suo complesso che a quello della flotta senza pentecontere. In un secondo momento, Erodoto afferma che si aggiunsero alla spedizione altre due navi provenienti dalle linee persiane, che avevano da quelle defezionato, portando così il numero delle navi, sempre escluse le pentecontere, a 380 o, secondo i calcoli dei moderni, a 373.
Bisogna comunque considerare che Erodoto non dice esplicitamente che tutte le sue ipotetiche 378 navi combatterono a Salamina. Si è comunque supposto che la differenza tra la somma fornita da Erodoto e quella ottenuta per computazione sia dovuta a problemi di calcolo: Erodoto incluse nelle sue 378 unità anche 12 navi di Egina, citate nella sua opera ma che non presero parte alla battaglia, rimanendo a presidiare i propri territori.
| Città del Peloponneso | Triremi stanziate | Pentecontere stanziate | Annotazioni e/o comandante           | Fonti                                       |
| --------------------- | ----------------- | ---------------------- | ------------------------------------ | ------------------------------------------- |
| Corinto               | 40                | 0                      | comandati da Adimanto                | [ 65 ] [ 66 ]                               |
| Sparta                | 16                | 0                      | comandati da Euribiade               | [ 65 ]                                      |
| Sicione               | 15                | 0                      |                                      | [ 65 ]                                      |
| Epidauro              | 10                | 0                      |                                      | [ 65 ]                                      |
| Trezene               | 5                 | 0                      |                                      | [ 65 ]                                      |
| Ermione               | 3                 | 0                      |                                      | [ 65 ]                                      |
| Parziale              | 89                | 0                      |                                      |                                             |
| Città continentali    | Triremi stanziate | Pentecontere stanziate | Annotazioni e/o comandante           | Fonti                                       |
| Atene                 | 180               | 0                      | comandati da Temistocle              | [ 67 ]                                      |
| Megara                | 20                | 0                      |                                      | [ 66 ] [ 68 ]                               |
| Ambracia              | 7                 | 0                      |                                      | [ 68 ]                                      |
| Leucade               | 3                 | 0                      |                                      | [ 68 ]                                      |
| Parziale              | 210               | 0                      |                                      |                                             |
| Città insulari        | Triremi stanziate | Pentecontere stanziate | Annotazioni e/o comandante           | Fonti                                       |
| Egina                 | 30                | 0                      |                                      | [ 63 ]                                      |
| Calcide               | 20                | 0                      |                                      | [ 63 ] [ 66 ]                               |
| Eretria               | 7                 | 0                      |                                      | [ 63 ] [ 66 ]                               |
| Nasso                 | 4                 | 0                      | disertori dall'esercito persiano     | [ 63 ]                                      |
| Stiro                 | 2                 | 0                      |                                      | [ 63 ] [ 66 ]                               |
| Melo                  | 0                 | 2                      |                                      | [ 61 ] [ 63 ]                               |
| Ceo                   | 2                 | 0                      |                                      | [ 63 ]                                      |
| Citno                 | 1                 | 1                      |                                      | [ 63 ]                                      |
| Serifo                | 0                 | 1                      |                                      | [ 61 ] [ 63 ]                               |
| Sifanto               | 0                 | 1                      |                                      | [ 61 ] [ 63 ]                               |
| Lemno                 | 1                 | 0                      | disertori dall'esercito persiano     | [ 62 ]                                      |
| Tenea                 | 1                 | 0                      | disertori dall'esercito persiano     | [ 62 ]                                      |
| Parziale              | 68                | 5                      |                                      |                                             |
| Città italiche        | Triremi stanziate | Pentecontere stanziate | Annotazioni e/o comandante           | Fonti                                       |
| Kroton                | 1                 |                        | comandati da Faillo                  | [ 69 ]                                      |
| Parziale              | 1                 | 0                      |                                      |                                             |
| Autore delle somme    | Triremi stanziate | Pentecontere stanziate | Annotazioni                          | Fonti                                       |
| Critici moderni       | 368               | 5                      | Lemni e Tenei sono sommati solo dopo | [ 62 ] [ Erodoto non è un critico moderno ] |
| Erodoto               | 380               | N.D.                   |                                      | [ 61 ] [ 62 ]                               |
| Iperide               | 220               | N.D.                   |                                      | [ 70 ]                                      |
| Eschilo               | 310               | N.D.                   |                                      | [ 71 ]                                      |
| Diodoro Siculo        | meno di 330       | N.D.                   |                                      | [ 72 ]                                      |
| Ctesia                | 700               | N.D.                   |                                      | [ 73 ]                                      |
| Tucidide              | 300-400           | N.D.                   |                                      | [ 74 ]                                      |
| Demostene             | 300               | N.D.                   |                                      | [ 75 ]                                      |
| Cornelio Nepote       | 300               | N.D.                   |                                      | [ 76 ]                                      |

### Flotta persiana
- Secondo Erodoto inizialmente la flotta era costituita da 1207 triremi.[77] Tuttavia, secondo la sua stima, quelli persero approssimativamente un terzo delle loro navi in una tempesta scoppiata al largo della costa della Magnesia,[78] altre duecento in un uragano scoppiato al largo dell'Eubea[79] e infine cinquanta navi, affondate dai nemici, nel combattere la battaglia di Capo Artemisio.[79][80] Erodoto afferma altresì che queste perdite vennero del tutto compensate,[81] ma menziona solo l'invio di 120 navi dalla Tracia e delle isole vicine in qualità di rinforzi.[82] Al contrario di quanto fatto coi contingenti greci, Erodoto si astiene (a sua detta volontariamente) dal redigere un catalogo delle navi stanziate dai Persiani.[83]
- Secondo Eschilo, che combatté a Salamina, i Persiani avevano 1207 navi da guerra, delle quali 207 erano navi leggere.[71]
- Secondo Diodoro Siculo[84] le navi persiane ammontarono a 1200 circa, di cui 300 mosse da marinai greci. Però le cifre risalgono alla traversata dell'Ellesponto e quindi con le varie perdite (300 a causa di un uragano al largo dell'Eubea e circa 50 a causa della battaglia di Capo Artemisio[85], contando anche i rinforzi ottenuti poco dopo). In totale i Persiani sarebbero entrati nello stretto di Salamina con circa 1000 navi.
- Lisia[86] afferma che vi erano 1200 navi nella flotta persiana quando questa era stata raccolta a Dorisco nella primavera del 480 a.C.
- Eforo di Cuma invece fornisce il numero di 1207 unità all'inizio della spedizione[87]
- Mentre il suo maestro Isocrate afferma fossero 1300 a Dorisco e 1200 al momento dello scontro.[88][89]
- Ctesia di Cnido fornisce il numero di 1000 navi.[90]
- Mentre Platone, parlando di sfuggita, dice che le navi presenti erano più di 1000.[91]
- Come ultima fonte posteriore si colloca Nepote che enumera 1200 navi, a questa cifra vano però tolte le perdite precedenti allo scontro.[92]

Il numero di 1207 è attestato in una fonte molto vicina agli eventi, ossia la rappresentazione teatrale I Persiani di Eschilo (risalente al 472 a.C.) e tende oggi a ricevere più credito rispetto agli altri numeri. A causa della discordanza delle fonti storiche (che citano comunque numeri abbastanza simili), alcuni storici moderni appaiono inclini ad accettare questa cifra come il numero identificante i contingenti a disposizione dei Persiani all'inizio della seconda guerra persiana; altri non accettano questa cifra e, poiché 1207 sembra un richiamo al Catalogo delle Navi dell'Iliade, generalmente sostengono che i Persiani potessero far passare attraverso l'Egeo non più di 600 navi da guerra. In ogni caso, pochissimi storici accettano che questo numero si sia mantenuto invariato sino alla data di questo scontro: la maggior parte sostengono che alla battaglia fosse presente uno squadrone di circa 600-800 navi. Questa approssimazione si ottiene tenendo in considerazione il numero approssimativo di navi persiane sopravvissute alla battaglia di Capo Artemisio (circa 550) e le proporzioni dei rinforzi forniti dopo di essa (per circa 120 unità). Questa è la composizione della flotta, nazionalità per nazionalità, in cui si riconoscono gli storici che accettano come attendibile il numero di navi attestato in Eschilo.
| Nazione                | Navi | Armamento descritto da Erodoto |
| Fenici                 | 300  | Come gli opliti greci, ma con scudi "senza bordo"; giavellotti.                                                                                       |
| Egizi                  | 200  | Elmi "intrecciati", scudi piatti con bordatura larga, picche navali, asce, corazze, grandi spade ricurve.                                             |
| Ciprioti               | 150  | Come gli opliti greci, ma con copricapi di feltro. |
| Cilici                 | 100  | Elmi "tipici", tuniche di lana, scudi di pelle non conciata, giavellotti.                                                                             |
| Panfili                | 30   | Come gli opliti greci. |
| Lici                   | 50   | Copricapo di feltro piumati, corazze e schinieri, mantelli in pelle di capra, archi in legno di corniolo e frecce senza piume, daghe e spade ricurve. |
| Dori                   | 30   | Come gli opliti greci. |
| Cari                   | 70   | Come gli opliti greci, ma con spade ricurve. |
| Ioni                   | 100  | Come gli opliti greci. |
| Abitanti delle Cicladi | 17   | Come gli opliti greci. |
| Eoli                   | 60   | Come gli opliti greci. |
| Ellespontini           | 100  | Come gli opliti greci. |

## Antefatti

### La partenza dall'Artemisio e l'avanzata persiana
Dopo la partenza da capo Artemisio, Temistocle lasciò scritte indirizzate agli Ioni che militavano nella flotta persiana su tutte le fonti presso le quali si sarebbero fermati, domandando loro di far defezione a favore della parte greca.
( Erodoto, Storie, VIII, 22.)
Secondo Erodoto, queste iscrizioni avevano uno straordinario valore strategico: se non fossero state svelate al re, gli Ioni e i Cari sarebbero potuti passare dalla parte degli altri Greci, mentre, se fossero state rivelate, Serse avrebbe cominciato a sospettare di loro, escludendoli dai combattimenti e diminuendo quindi il numero delle unità a sua disposizione. Quando gli Elleni si furono ritirati, i Persiani si diressero a Istiea e fecero razzie nelle sue campagne.

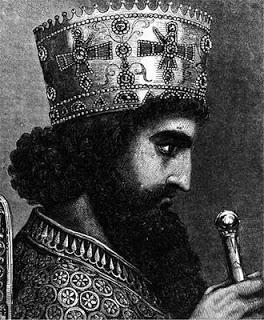
Serse I di Persia

Furono i Tessali a far da guida ai Persiani nella loro marcia di avvicinamento ad Atene. Dopo aver attraversato senza danneggiamenti la Doride, i cui popoli erano loro alleati, i Persiani razziarono la Focide, poiché i Focesi, ora ritiratisi sulla cima del Parnaso, erano l'unico popolo della regione a non essersi sottomesso a loro. Dopo aver ucciso molti abitanti di quei luoghi, le truppe presso Panopea, città beota poi incendiata, si divisero: i più, attraversando la Beozia senza danneggiamenti, si diressero verso Atene, mentre un contingente più ridotto si diresse verso il santuario di Delfi per depredarlo, facendo razzie nei territori circostanti.
I Persiani vi arrivarono quando quasi tutti gli abitanti di Delfi, interpellato il loro dio, si erano rifugiati sul Parnaso: secondo Erodoto, rinvenute armi sacre davanti al tempio, gli aggressori vennero terrorizzati dallo scoppio di un temporale e dallo staccarsi di due cime dal Parnaso: approfittando del loro terrore, furono gli abitanti del luogo ad attaccarli e a provocarne la fuga, che, secondo la leggenda, fu caratterizzata dall'inseguimento dei contingenti da parte di due eroi indigeni.

### L'evacuazione di Atene
La flotta panellenica si diresse verso Salamina, sotto richiesta degli Ateniesi, poiché si potesse deliberare sul da farsi e potesse essere ultimata l'evacuazione della loro città, portando le donne e i bambini a Trezene, a Salamina e a Egina. Nel frattempo, con gran delusione degli Ateniesi, i Peloponnesiaci non stavano difendendo la Beozia, ma si erano ritirati all'altezza dell'istmo di Corinto. Ufficializzato l'ordine d'evacuazione, esso venne eseguito in modo eccezionalmente rapido. Sicuramente un elemento che indusse gli Ateniesi alla fuga fu il fatto che una sacerdotessa, vedendo che le offerte mensili al gran serpente che vigilava l'acropoli non erano state consumate, disse che la dea stessa aveva abbandonato la rocca. Direttasi la flotta ateniese a Salamina, venne qui raggiunta da quella alleata: le navi che combatterono, sotto il comando dello spartano Euribiade, tra le quali le più equipaggiate erano quelle ateniesi, erano più numerose di quelle coinvolte nel precedente scontro.
Una volta che tutte le navi furono giunte a Salamina, si tenne un consiglio di guerra tra i comandanti, nel quale, sotto concessione di Euribiade, tutti ebbero diritto di indicare il sito dove avrebbero preferito dar battaglia: la maggior parte di loro propose di guerreggiare nel Peloponneso, veleggiando verso l'istmo di Corinto, perché, in caso di sconfitta, avrebbero potuto raggiungere più facilmente le proprie città, evitando l'assedio.

### La presa di Atene
L'annuncio della venuta dei Persiani nell'Attica e delle razzie ivi commesse giunse mentre si stava tenendo la consultazione fra i generali greci: per arrivarvi erano state date alle fiamme Tespie e Platea, uniche città beote che non s'erano schierate col gran Re. Gli unici Ateniesi rimasti in città al momento della presa da parte dei Persiani erano presso l'acropoli, che era stata da loro fortificata con tavole di legno ritenendo essi di aver dato séguito all'oracolo secondo il quale "il muro di legno sarebbe stato imprendibile".
I molti Persiani accampati sull'Areopago non riuscirono a sconfiggere facilmente i pochi che s'erano lì barricati, pur lanciando contro di loro frecce incendiarie. Ma alla fine riuscirono a prendere la rocca salendo per una parete scoscesa: quando li videro, molti Ateniesi si suicidarono, altri, rifugiatisi nel santuario di Aglauro, benché supplici vennero trucidati. Incendiata la cittadella e occupata Atene, Serse mandò ad Artabano un messaggio riportante il suo successo (facendo nascere a Susa grandi festeggiamenti) e fece sacrifici forse temendo di esser punito dagli dei per aver profanato un santuario: quando quanti erano stati incaricati di effettuarli salirono sull'acropoli, videro che dall'Ulivo sacro precedentemente incendiato era nato un germoglio.

### Il consiglio di guerra greco
Dopo che fu annunciata la presa di Atene, furono numerosi i generali che si ritirarono, mentre quanti rimasero decisero di combattere per difendere l'istmo di Corinto. Quando si stavano per imbarcare, Temistocle, secondo Erodoto consigliato dall'ateniese Mnesifilo, recatosi da Euribiade, lo persuase, dicendo che in caso di partenza ci sarebbe stata una defezione di massa.
Dopo un bisticcio tra Temistocle e Adimanto, il primo espose ai colleghi la sua teoria, senza però alludere alla speculazione da lui fatta in presenza di Euribiade, dicendo invece che lo spostare la battaglia all'istmo, contrariamente al combatterla presso Salamina, avrebbe causato la perdita di Salamina, Megara ed Egina, permesso ai Persiani di avanzare ulteriormente e di avvicinarsi al Peloponneso e costringendo i Greci a combattere in mare aperto, in condizioni sfavorevoli. Riflettendo su quanto appreso all'Artemisio, Temistocle pensò che una battaglia in spazi ristretti li avrebbe avvantaggiati.
Dopo una replica stizzita di Adimanto, che offese Temistocle dicendo che, persa Atene, non avrebbe avuto più patria; quest'ultimo gli aveva rivelato che la superficie coperta dalla flotta ateniese era maggiore di quella di Corinto. Dopo aver minacciato Euribiade di ritirare tutte le proprie truppe, Temistocle fece passare definitivamente il generale spartano dalla sua parte. Furono quindi innalzate offerte agli dèi e la flotta fu spostata a Salamina.

### Il consiglio di guerra persiano
Arrivate le truppe Persiane a Falero sei giorni dopo la conquista di Atene, Serse vi si recò per accordarsi coi generali della flotta, comandanti e tiranni delle singole città, mandando Mardonio da ciascuno di loro per sentire quale fosse il parere dei suoi subalterni; tutti prediligevano, con la sola eccezione di Artemisia, regina di Alicarnasso, l'attacco. Nel suo discorso a Mardonio, quella disse che il re si sarebbe dovuto accontentare dei risultati conseguiti, senza rischiare una battaglia navale, poiché in quel contesto gli avversari erano più potenti e perché, avanzando verso il Peloponneso senza combattere per mare, avrebbe potuto disperdere gli eserciti delle singole città. Quando tutti i pareri furono riferiti a Serse, quello decise di seguire quello della maggioranza, senza punire Artemisia e credendo che il non aver conseguito la vittoria nel precedente scontro fosse dovuto alla sua assenza.

### La vigilia dello scontro

La flotta persiana si apposta fuori dallo stretto, mentre quella ateniese è ancora ancorata sulle coste di Salamina

La flotta persiana entra nello stretto di Salamina o la notte prima della battaglia, come detto da Aristide, o il mattino prima dello scontro (per approfondire, vedi le varie ipotesi sullo schieramento della flotta persiana)

Dopo la partenza dei Persiani verso Salamina, i Peloponnesiaci temevano di essere assediati sull'isola, contrariamente alle certezze di Temistocle sulle condizioni favorevoli. Nel contempo, le unità terrestri dei Persiani vennero inviate verso l'Istmo, in previsione di ciò i Peloponnesiaci, Lacedemoni, Arcadi, Elei, Corinzi, Sicioni, Epidauri, Fliasi, Trezeni, Ermionei, sotto il comando di Cleombroto, non essendo neutrali o parteggianti per gli invasori, stavano cercando di rendere invalicabili gli accessi, con l'edificazione di una muraglia e la distruzione dell'unica via di accesso: da questa strategia, però, trapelarono dei difetti visto che non era stata allestita neanche una nave per contrastare il trasporto dell'esercito via mare, oltre le fortificazioni dell'istmo.
Dopo la discussione sul da farsi tra i vari comandanti del Peloponneso, essi si riunirono in assemblea e si decise di salpare alla volta del Peloponneso, contro la volontà dei Megaresi, degli Egineti, degli Ateniesi e dello stesso Euribiade. Quando Temistocle vide che la sua decisione stava venendo rimessa in discussione, uscì dal consiglio e inviò il servo e pedagogo Sicinno dai Persiani, per dir loro che il suo padrone aveva appena cambiato fazione, parteggiando ora per loro, e che i nemici, in lotta intestina, stavano pensando di ritirarsi e di difendersi ognuno con le proprie armi. Nel dar luogo a questo sotterfugio, sembra che Temistocle abbia tentato di portare invece i Persiani alla definitiva rovina, attirandoli dentro lo stretto. Il fatto che gli Ateniesi fossero almeno in apparenza disposti a passare al nemico entusiasmò Serse, che proprio quella cosa si voleva sentir dire, ritenendo che, schieratisi gli Ateniesi al suo fianco, sarebbe stato in grado di distruggere il resto della flotta nemica. I generali persiani, allora, fecero circondare Salamina dalla flotta e occupare lo stretto (a partire da sud), affinché gli Elleni fossero stretti e impediti tra loro da un assedio serratissimo. A un altro reparto della flotta persiana, fu invece comandato di occupare l'isoletta di Psittalia, tra Salamina e la costa, perché recuperasse i corpi dei compatrioti fornendo soccorso e finisse i nemici arrivati lì per la corrente. I Persiani, a causa dei lavori notturni, non poterono riposare e si presentarono stanchi allo scontro.
Mentre i generali del Re cercavano di incalzare la flotta avversaria, gli ignari comandanti greci continuavano, invece, la loro riunione. Aristide, generale ostracizzato dal popolo ma richiamato ai primi sentori della guerra, si recò da Temistocle e, chiamatolo in disparte, lo informò dell'assedio persiano, dicendo che neanche se i suoi uomini avessero voluto avrebbero potuto ritirarsi. Dopo aver specificato come l'assedio persiano fosse stato favorito dalle scelte fallaci di Temistocle, questo invitò Aristide a riferire lui stesso la notizia ai generali, affinché quelli non credessero che stesse mentendo per interesse. Riferita a tutto l'esercito l'evoluzione della situazione, i generali greci si interessarono più che altro a una trireme che solo allora era arrivata da Tenea dopo aver disertato dall'esercito persiano.
Serse, preparandosi al gran momento di gloria, ordinò che un trono fosse posto sulle pendici del monte Egaleo, sovrastante lo stretto, per assistere allo scontro da una posizione privilegiata e per poter scrutare le mosse del suo esercito e visualizzare i comandanti che si fossero distinti. Solo in Giustino, affermazione comunque molto più dubbia rispetto alle altre, il Gran Re appare in osservazione dal lido vicino ad Atene con parte delle navi vicino a sé.

### Le cause dell'attacco persiano
È difficile esporre con esattezza cosa indusse i persiani ad attaccare, ma la convinzione che nessuno dei due abbia attaccato senza ragione, sembrerebbe plausibile.
Presunti contrasti tra gli Alleati, che sarebbero potuti essere un inganno, potrebbero essere stati progettati per indurre i Persiani ad attaccare. In caso opposto, questi malumori potrebbero essere stati causati dall'aggressività persiana, che tale semplicità vide nell'annichilire ciò che rimaneva di greco, pensando, già dalla conquista di Atene, che poca o nulla sarebbe stata la resistenza.
La marina alleata era in grado di preparare l'attacco per il giorno seguente, mentre i Persiani avevano sprecato la notte trascorrendola in mare attendendo la ritirata dei nemici. La mattina successiva, i Persiani navigarono attraverso lo stretto per attaccare la flotta greca; non è chiaro quando, perché e come fu presa la decisione, ma è certo che furono gli aggressori ad attaccare.

## Considerazioni sul piano tattico-strategico

### I Greci riescono a danneggiare i Persiani rallentandoli
Nel complesso la strategia persiana per l'invasione del 480 a.C. era di schiacciare i Greci con una invasione massiccia, e di completare la campagna di conquista in una sola stagione. Al contrario, i Greci cercarono di far l'uso migliore possibile delle loro forze difendendo luoghi stretti e di lasciare i nemici sul campo di battaglia il maggior tempo possibile. Serse ovviamente non si attendeva una tale resistenza, e avrebbe voluto arrivare prima sul campo di battaglia, evitando di aspettare per quattro giorni presso le Termopili. Il tempo era allora una cosa fondamentale per i Persiani poiché le proporzioni immense dell'esercito rendevano impossibile prolungare troppo a lungo la spedizione e poiché non era sicuro per la stabilità del proprio potere che Serse stesse ai margini del proprio impero così a lungo.

### Apparente ineluttabilità dello scontro
La battaglia delle Termopili aveva mostrato che un attacco frontale contro una posizione ben difesa dai Greci era inutile; ora che i panellenici fortificavano l'Istmo c'erano poche possibilità di conquistare il resto della Grecia via terra. Tuttavia, come parimenti dimostrato dal recente scontro, se i Greci fossero stati aggirati, a causa del ridotto numero di truppe sarebbero potuti essere annientati. Ma un aggiramento delle linee greche avrebbe richiesto l'uso della flotta persiana e quindi il precedente annientamento di quella greca. Inoltre, se Serse avesse distrutto la flotta panellenica, si sarebbe trovato in una condizione tale da costringere la Grecia a cedere; questa sembrava la sola speranza di poter concludere la campagna in quella stagione. Viceversa coll'evitare l'annientamento o ancor meglio coll'infliggere danni ai nemici (come auspicato da Temistocle), i Greci potevano effettivamente contrastare l'invasione. Tuttavia, non era necessario sotto il profilo strategico che i Persiani combattessero questa battaglia, infatti, la marina persiana, ormai già sicura di vincere, avrebbe potuto seguire la propria strada e propri piani se non avesse sfruttato l'occasione "favorevole" di discordia tra i Greci fatta notare loro dal servo di Temistocle.

### I Persiani puntano tutto sulla battaglia navale
La flotta persiana era abbastanza imponente da poter contemporaneamente ostruire ambo gli accessi allo stretto di Salamina, intrappolandovi la flotta greca, e da mandare navi verso le coste del Peloponneso per farvi sbarcare contingenti persiani. Tuttavia, all'approssimarsi dello scontro, entrambe le parti erano preparate a rischiare tutto puntando su una battaglia navale, nella speranza che gli equilibri bellici, alterandosi, favorissero in modo decisivo un vincitore.

### Confronto tra i due equipaggi

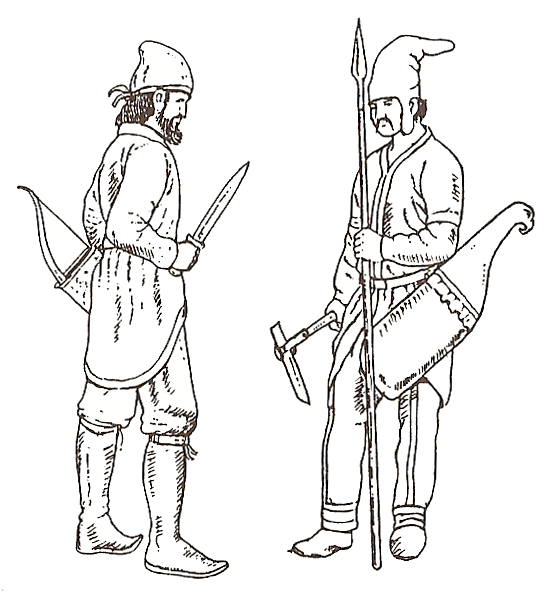
Soldati persiani

I Persiani presentavano dei vantaggi tattici, dal momento che erano in vantaggio numerico e disponevano di navi "che navigavano meglio": questa espressione erodotea può esser intesa come un'allusione alla superiorità dell'equipaggio persiano rispetto a quello greco, dovuta al fatto che il secondo fosse inesperto poiché le triremi ateniesi, che costituivano buona parte della flotta, erano state costruite solo nel 483 a.C. sotto deliberazione del popolo ateniese persuaso da Temistocle. È importante notare che nonostante l'inesperienza dell'equipaggio ateniese, le triremi costruite di recente si sarebbero dimostrate fondamentali nell'imminente scontro con la Persia.
Le tattiche navali più comuni nell'area mediterranea a quel tempo consistevano nello speronare (poiché le triremi erano equipaggiate con uno sperone a prua) o nell'abbordare la nave nemica (il che trasformava lo scontro navale in una sorta di battaglia campale). I Persiani e i Greci d'Asia in quel periodo cominciavano ad usare la tecnica nota come diekplous, che prevedeva probabilmente che le barche avanzassero in colonna lungo la linea nemica per tranciare i remi delle navi avversarie e speronarle quando fossero state rese ingovernabili. Questa manovra richiedeva marinai addestrati, e pertanto i Persiani erano più propensi ad usarlo, mentre gli Alleati dovettero studiare delle tecniche per contrastare questa strategia.

### Confronto tra le due flotte
C'è stata una grossa discussione su come fossero le rispettive flotte e quali vantaggi presentassero l'una rispetto all'altra. Elemento da tenere in grande considerazione è il fatto che le navi greche fossero più pesanti, e di conseguenza meno manovrabili. La causa di questo pesar di più è incerta; forse le navi greche erano più pesanti a livello di struttura o, essendo state costruite di recente, erano costruite di un legno ancora ricco d'acqua (ma non vi è alcuna prova a favore di questa teoria); il loro esser più pesanti potrebbe essere dovuto al fatto che quanti erano a bordo erano armati come opliti, e venti uomini armati come tali pesano circa due tonnellate. Questa maggior pesantezza, qualunque sia la sua causa, impediva alle navi greche di utilizzare la tecnica detta diekplous. È inoltre probabile che gli alleati avessero marinai extra a bordo se le loro navi erano meno manovrabili: per loro la tecnica migliore rimaneva quella dell'abbordaggio, che tuttavia rendeva le navi ancora più pesanti. Bisogna però evidenziare come il maggior peso desse anche dei vantaggi ai Greci, che riuscirono altresì, durante la battaglia dell'Artemisio, a catturare navi nemiche invece che affondarle: È stato suggerito che il maggior peso delle navi greche permettesse di resistere meglio ai venti che soffiavano al largo di Salamina e all'uso dei rostri da parte dei nemici.

### Il campo di battaglia
Parlando sotto il profilo tattico, una battaglia in alto mare, a causa delle loro superiorità numerica e esperienza, sarebbe stata preferibile per i Persiani. Per i Greci, l'unica realistica speranza di una vittoria decisiva risiedeva nell'attirare i Persiani in uno spazio circoscritto, dove il numero degli aggressori avrebbe quanto meno costituito un vantaggio minore. Nella battaglia dell'Artemisio s'era cercato di operare in questo senso, tentando di attirare i nemici in uno spazio ristretto annullando così la sproporzione numerica, ma ci si era resi conto del fatto che sarebbe servito uno spazio ancora più stretto per dar forma a una rotta definitiva per il nemico. Il navigare della flotta persiana lungo lo stretto di Salamina per scendere a battaglia conferiva vantaggi ai Greci, che vedevano nelle proprie mani la sorte dei nemici: forse i Persiani non si sarebbero arrischiati a far tanto se non fossero stati, in conseguenza del messaggio (quindi fondamentale nell'esito dello scontro) inviato per mezzo di Sicinno da Temistocle, sicuri di una resa della flotta avversaria.

## La battaglia
La battaglia di Salamina in sé e per sé non è ben descritta dalle fonti antiche e nessuno, tranne forse Serse, che si trovava sul Monte Egaleo, si rese conto nel corso dello scontro di come stessero virando gli equilibri bellici. Si è giunti quindi più a formulare una serie di teorie che a ricostruire un puntuale resoconto.

### Disposizione degli eserciti

La disposizione degli eserciti e dei contingenti che li componevano, così come era poco prima della battaglia

#### Schieramento della flotta greca
Nella flotta panellenica sulla sinistra, verso occidente e nello specifico verso Eleusi, si trovavano gli Ateniesi, dirimpetto ai Fenici; sulla destra, verso oriente e nello specifico verso il Pireo, dirimpetto agli Ioni, si trovavano probabilmente gli Spartani, nonostante Diodoro Siculo dica che questa area fosse occupata dagli Egineti e dai Megaresi; al centro si trovavano i restanti contingenti.
Probabilmente questo schieramento si dispose su due file, dal momento che lo stretto sarebbe stato troppo piccolo per ospitare una sola linea di navi. Secondo la ricostruzione di Erodoto, queste due file erano disposte in direzione nord-sud: la loro estremità settentrionale toccava probabilmente l'isoletta oggi nota come di San Giorgio, mentre quella meridionale Capo Vavari, sull'isola di Salamina. Diodoro suggerisce invece che la flotta fosse allineata in direzione est-ovest, toccando sia le coste di Salamina che quelle nelle prossimità del Monte Egaleo. Tuttavia, è improbabile che gli Alleati avessero deciso di rivolgere un lato del loro schieramento in direzione di un territorio occupato dai Persiani.

#### Schieramento della flotta persiana
Nella flotta persiana sulla destra, verso occidente e nello specifico verso Eleusi e verso l'Egaleo, si trovavano i Fenici, dirimpetto agli Ateniesi; sulla sinistra, verso oriente e nello specifico verso il Pireo, dirimpetto agli Spartani, o in alternativa ai Megaresi o agli Egineti, si trovavano gli Ioni; al centro si trovavano i restanti contingenti. Secondo Eschilo, la flotta persiana era schierata su tre linee.
Sembra abbastanza sicuro che la flotta persiana fosse stata mandata a bloccare l'uscita meridionale dallo stretto la sera prima della battaglia. Erodoto sostiene che la flotta persiana entrò nello stretto nottetempo, pianificando di catturare gli Alleati durante la loro ritirata. Vi sono discordie tra gli storici su come si debba giudicare questa affermazione di Erodoto: alcuni la ritengono falsa, affermando che fosse difficile manovrare in spazi così ristretti di notte; altri accettano la versione di Erodoto. Ci sono quindi due possibilità riguardo a questo avvenimento.
- Secondo la prima, durante la notte i Persiani si limitarono a bloccare l'uscita dello stretto, nel quale sarebbero entrati solo con la luce del giorno.
- Secondo la seconda, entrarono nello stretto e la notte stessa si schierarono per la battaglia.

Indipendentemente da quanto fecero, sembra probabile che i Persiani ruotarono la loro flotta al largo di Capo Vavari per schierarsi parallelamente ai nemici (ossia in direzione nord-sud), dal momento che erano entrati nello stretto con allineamento est-ovest per bloccare l'uscita. Lo scontro volse, quindi, i Persiani di fronte a Salamina e i Greci con l'Attica davanti agli occhi Diodoro dice che la flotta egizia fu mandata a circumnavigare Salamina per bloccare l'uscita settentrionale dello stretto (nota anche come Canale di Megara). Se Serse voleva intrappolare definitivamente gli Alleati, questa manovra aveva senso, specialmente se non stava aspettando i nemici per combattere. Tuttavia, Erodoto non menziona questo aspetto e forse allude alla presenza degli Egizi nella battaglia principale, facendo credere ad alcuni storici che si tratti di un errore; tuttavia, altri accettano come vera la separazione della flotta persiana. Come già accennato, Serse aveva posizionato anche 400 truppe sull'isola nota come Psittalia, al centro dell'uscita meridionale dello stretto, per uccidere i Greci che vi fossero arrivati trascinati dalla corrente come effetto di naufragio.

### La fase d'apertura

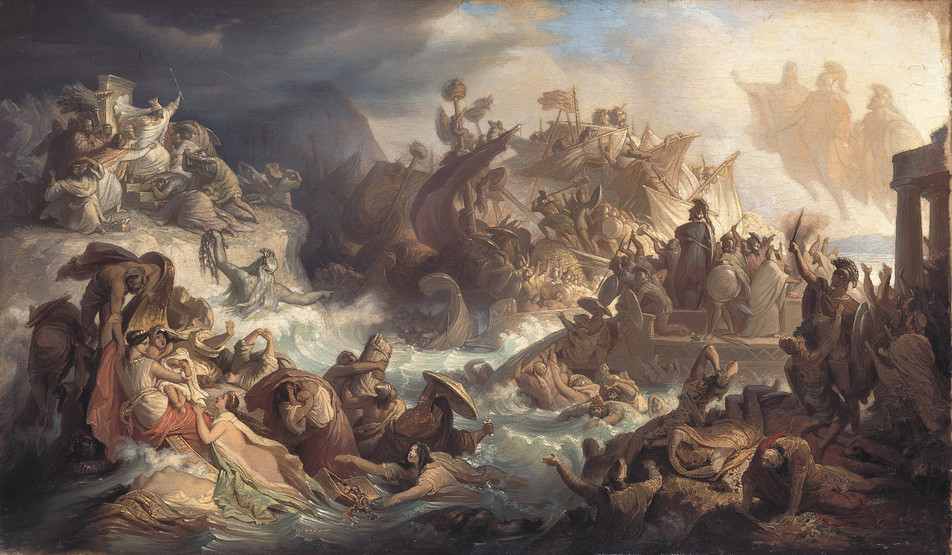
Wilhelm von Kaulbach, La battaglia di Salamina (1868)

Indipendentemente da quando i Persiani fossero entrati nello stretto, essi non mossero per attaccare i Greci prima della luce del giorno. Gli stessi Greci che, spinti da quanto raccontato dai marinai di Tenea, non erano riusciti a fuggire, stavano ascoltando le orazioni tenute loro dai vari generali, forse dopo aver avuto la possibilità di predisporsi per la battaglia durante la notte. Tale era la situazione particolare e tale l'orgoglio dell'esercito, che si diede molto risalto ai discorsi di Temistocle. Di lì a poco si imbarcarono, e, in men che non si dica, furono presi d'assalto dai nemici. Se, dunque, i Persiani fossero entrati nello stretto solo all'alba, gli Alleati avrebbero avuto il tempo di organizzare il loro schieramento. Eschilo sottolinea questa entrata in scena degli invasori, affermando che quando i Persiani si avvicinarono (forse ipotizzando quindi che non si trovassero nello stretto prima dell'alba), prima di vedere la flotta nemica sentirono che i Greci stavano cantando il loro inno di guerra, che riporta in questa forma:
(Inno bellico dei Greci)
Lo scontro delle due flotte divenne inevitabile, date le dimensioni limitate dello stretto; quella persiana si accorse ben presto di essere in svantaggio su un così stretto braccio di mare, poiché lo spazio offerto era appena necessario a contenere gran parte della flotta, ma non consentiva di eseguire manovre con scioltezza, rischiando proprio di incespicarsi con la nave del proprio vicino durante le manovre. Secondo Erodoto, i Persiani in quest'occasione, pur combattendo in modo scoordinato e arrivando a perdere moltissime navi, prevalentemente per mano Ateniese ed Egineta, si dimostrarono più valorosi che all'Artemisio, forse intimoriti dalla presenza di Serse. Al contrario la flotta greca, ben lontana dalla disorganizzazione, era allineata e pronta a dar origine alla controffensiva, ma decise di muoversi all'indietro. Secondo Plutarco, il muoversi indietro della flotta greca era legato alla volontà di raggiungere una posizione migliore e inoltre di lasciar passare del tempo attendendo il soffio del vento mattutino. Esistono due teorie riguardo a come avvenne lo scoppio della battaglia: nel contesto dell'apparente ritirata greca, secondo la prima versione, fu Aminia, Ateniese, ad avanzare, raggiunto dagli alleati che si sarebbero poi lanciati contro i nemici una volta trovatosi in difficoltà; secondo la seconda, sostenuta nell'antichità prevalentemente dagli Egineti, era stata una loro trireme, inviata nella loro terra per far sacrifici agli Eacidi, a dar origine alla mischia. Erodoto riporta inoltre come all'inizio del conflitto, secondo alcune testimonianze, fosse comparsa una divinità femminile ad esortare i Greci, invitandoli a smettere di remare all'indietro.

### Gli scontri

Dopo che i Corinzi si sono allontanati verso nord, i Greci sfondano la linea persiana e dividono l'esercito avversario

Erodoto non fornisce un quadro unitario dello scontro, ma si concentra sulle venture dei singoli condottieri, non potendo fornire informazioni precise ma affermando comunque che in linea di massima i contingenti Greci che si dimostrarono più valorosi furono proprio quello Egineta e quello Ateniese. Le triremi erano dotate a prua di rostri, coi quali era possibile affondare le imbarcazioni avversarie o quantomeno danneggiare in modo serio i loro remi. Nel caso in cui questi primi equipaggiamenti non fossero stati sufficienti, l'equipaggio avrebbe potuto abbordar la nave nemica, dando origine a un qualcosa di molto simile a una battaglia campale, cui avrebbero preso parte le rispettive fanterie che si trovavano sulle navi, opliti dalla parte dei Greci e soldati iranici dalla parte degli invasori.
L'inizio della battaglia fu segnato dalla fuga verso nord di Adimanto, dovuta al terrore cagionatogli dallo scoppio della battaglia, seguita poi da quella di tutte le navi corinzie che imitarono il loro condottiero. Ritiratisi presso un santuario sulla costa di Salamina e raggiunti, secondo Erodoto, da un battello di provenienza sconosciuta, i soldati corinzi, i cui compatrioti e tutti i Greci, fuorché gli Ateniesi, dicevano di loro nell'antichità si fossero comportati in modo valorosissimo durante lo scontro, tornarono sul campo di battaglia solo ad azione conclusa. Se questo avvenimento si fosse realmente verificato, potrebbe essere interpretato come se queste navi avessero svolto il ruolo di un'esca mandata in ricognizione verso l'uscita settentrionale dello stretto, per vedere l'arrivo del contingente egiziano che sarebbe stato, ipoteticamente, inviato in quella direzione. Un'altra possibile motivazione per questo atteggiamento dei Corinzi, non in contrasto con la precedente, è che siano stati mandati in quella direzione per scatenare l'attacco Persiano, facendo credere agli aggressori che i vari contingenti componenti la flotta loro avversaria fossero in rotta.
Nel campo di battaglia, essendo stata ricacciata indietro dai Greci la prima delle tre linee persiane, l'avanzata della seconda e della terza divenne molto più difficoltosa. Dopo che a inizio battaglia l'ammiraglio Ariobigne, che si trovava sulla destra del proprio schieramento, fu ucciso, la flotta persiana cadde nella disorganizzazione e nello scoordinamento, tanto che il suo centro, dove si trovavano i contingenti meno potenti, venne sfondato dai Greci, che così divisero la flotta in due. Tale era la situazione che il contingente fenicio, che si trovava a nord dirimpetto agli Ateniesi, venne spinto contro la costa e molti vascelli si incagliarono.
Durante lo scontro, Artemisia si comportò in modo a tratti ambiguo, venendo poi lodata da Serse per il suo coraggio con la celebre frase "Gli uomini mi sono diventati donne, e le donne uomini!": inseguita da una nave attica, invece di fronteggiarla decise di attaccare in modo apparentemente inspiegabile l'imbarcazione dei Calindi, sudditi dell'impero, facendo credere ai Greci che la sua imbarcazione fosse o amica o in ritirata. Pure Serse, dall'alto dell'Egaleo, credette che la nave dei Calindi fosse Greca, anche perché fra quanti vennero colpiti dalla regina nessuno si salvò per poterla accusare. Artemisia fu poi inseguita da Aminia, che non riuscì a prender la sua nave ma che forse non si spinse a tanto ignorando chi fosse la generalessa che la comandava, conosciuta la cui identità, secondo Erodoto, avrebbe profuso tutte le sue forze nell'impresa, poiché, infine, fu messo in palio un premio di diecimila dracme a chiunque l'avesse catturata, viva o morta.
Trattandosi di una battaglia navale, quella di Salamina non vide grandi azioni campali, eccezion fatta per la piccola manovra condotta da Aristide sull'isoletta di Psittalia, che portò all'uccisione dei Persiani lì appostati.

### Cause della ritirata persiana

Mentre i Corinzi stanno facendo ritorno, un'azione combinata di Ateniesi ed Egineti infligge seri danni ai Persiani in disordinata fuga verso il Falero

La ritirata della flotta persiana fu segnata, secondo Erodoto, dallo scoppio di una generale mischia, dovuta al fatto che le navi in fuga degli aggressori si misero a lottare tra di loro. Come se non bastasse, la flotta persiana venne addirittura distrutta da un'azione combinata sempre da parte degli Ateniesi e degli Egineti (protagonisti assoluti di questa resistenza al nemico), durante la quale i primi attaccarono le navi che opponevano le ultime resistenze e i secondi, appostati presso l'uscita dello stretto, assaltarono quelle che tentavano di fuggire verso il Falero. Poche navi riuscirono a giungere là, mettendosi sotto la protezione dell'esercito terrestre. In questo complesso contesto alcuni Fenici accusarono degli Ioni di aver affondato delle loro navi ma furono i primi ad esser condannati come calunniatori perché Serse era stato accompagnato da Ariaramne, personaggio persiano vicino agli Ioni, e, mentre stavano esponendo a Serse il problema dei Samotraci, riuscirono ad impadronirsi di una nave attica, dimostrando il loro valore. Tuttavia, ben pochi Ioni si ritirarono durante la battaglia; molti di più fuggirono invece, secondo la versione di Giustino, che riporta come questa defezione abbia grandemente influito sulla sconfitta persiana.
La versione di Diodoro Siculo, sui motivi che indussero Serse alla ritirata (e quindi alla sconfitta), pare oggigiorno la più plausibile. Secondo lo storico, quando tutte le navi si accorsero della ritirata di quelle migliori sul campo di battaglia e meglio equipaggiate, cioè quelle della Fenicia e di Cipro, quasi con un effetto domino tutte le altre si volsero in fuga; implicitamente, quindi, egli allude alla codardia delle prime navi fuggiasche come vera causa della sconfitta.

### Perdite
Secondo Erodoto, che comunque non fornisce informazioni precise, le perdite di vite e navi furono ben più sostanziose tra i Persiani che tra i Greci, anche perché i primi, al contrario dei secondi che riuscirono, naufraghi, a raggiungere Salamina, non sapevano nuotare. Per lo storico l'anno successivo il numero di navi a disposizione dei Persiani era di 300 triremi; non va, quindi, dimenticato come le stime più accreditate affermino che le navi a disposizione dei Persiani fossero 600-800, possiamo, quindi, concludere che gli aggressori ci abbiano rimesso molto rispetto ai Greci, circa 200-300 navi furono le loro perdite totali. Secondo Diodoro, invece, tra i Greci le perdite ammontarono a circa quaranta navi.

## Fatti successivi

### La flotta persiana al Falero
Dopo la ritirata persiana, i Greci, che temevano una controffensiva persiana, cercarono di rimorchiare i relitti rimasti in mare verso la costa, ma parte di essi vennero trasportati verso la costa dell'Attica dando compimento ad un antico vaticinio. La controffensiva persiana doveva consistere nella realizzazione di un ponte di barche o di una strada rialzata virtualmente finalizzati a trasportare le truppe di terra dall'Attica a Salamina: tale azione, da Serse ideata per far credere ai Greci che fosse intenzionato a rimaner lì e per dissuaderli dal tranciare i ponti di barche precedentemente realizzati sull'Ellesponto, venne poi abbandonata poiché i Panellenici sorvegliavano con la loro flotta lo stretto.
La notizia della sconfitta fu presto spedita a Susa, il Re convocò un consiglio di guerra durante il quale Mardonio, che era stato un grande sostenitore della spedizione, per evitare una punizione da parte dell'imperatore, si offrì di portare a termine lui stesso con 300 000 uomini scelti la spedizione al posto del sovrano che avrebbe potuto ritornare nei propri possedimenti e cercò di far passare la disfatta come poco importante poiché avvenuta durante una battaglia marittima, che a sua detta, al pari di tutte le sue simili, era meritevole di minor attenzione rispetto a una battaglia campale nel piano strategico persiano. Interrogata da Serse riguardo a ciò che fosse meglio fare, tornare in Asia col grosso dell'esercito lasciando lì Mardonio o proseguire la campagna, Artemisia, in accordo col recondito desiderio del re, rispose che in sua analisi sarebbe stato preferibile dar seguito alla prima opzione, perché solo in quel modo la vita dell'imperatore si sarebbe salvata per certo e perché, così facendo, ogni eventuale vittoria greca sui Persiani non avrebbe avuto lustro pari a una compiuta in presenza del re, poiché Serse non sarebbe risultato, non partecipando alla spedizione, formalmente sconfitto, ma solo i suoi servi.

### Fuga della flotta persiana

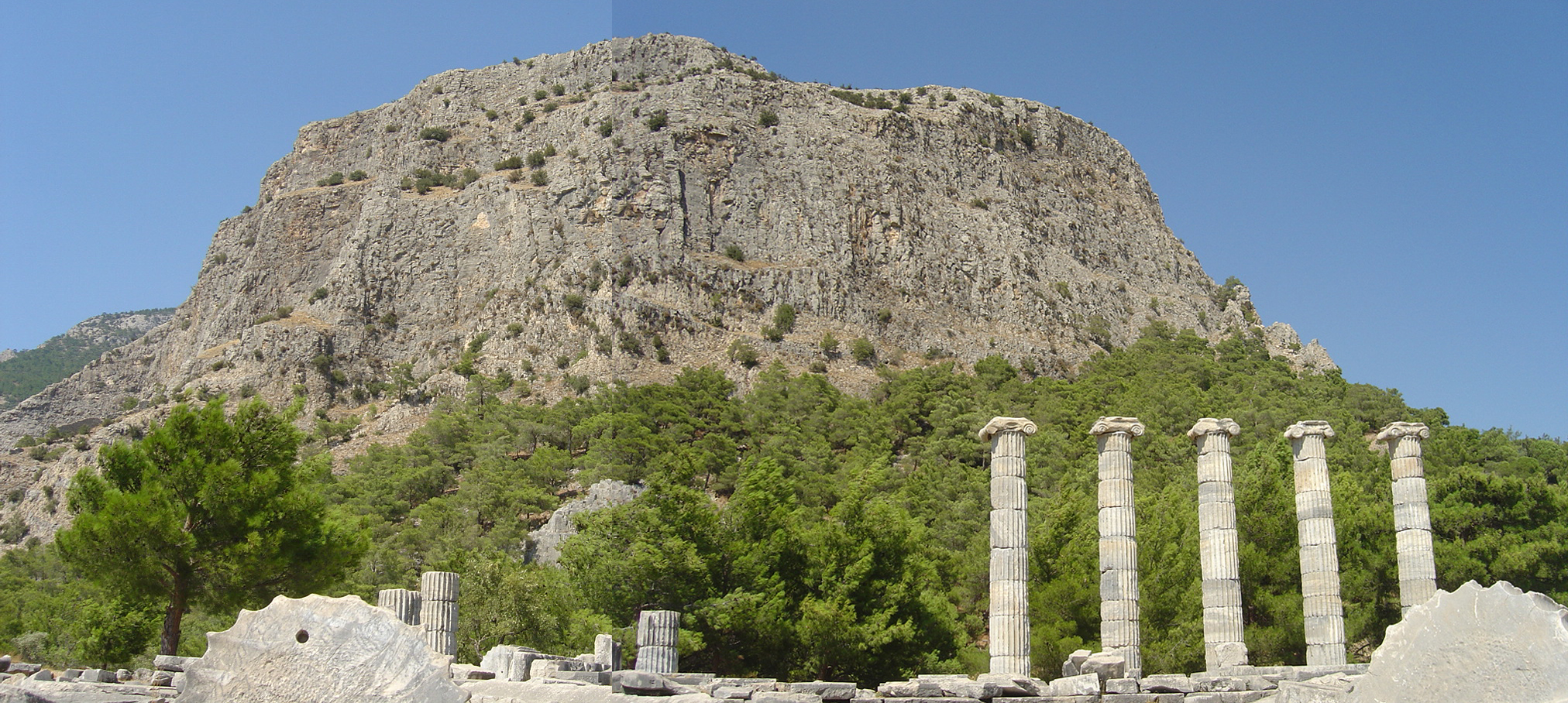
Monte Micale

Dopo che Artemisia si fu presa cura dei figli dell'imperatore per condurli ad Efeso, i generali della marina persiana si diressero verso l'Ellesponto per agevolare il passaggio del re per lo stretto: dopo che i Greci ne ebbero constatata l'inaspettata partenza, nonostante prima si fossero messi sulla difensiva temendo un attacco, cominciarono ad inseguire la flotta nemica, fermandosi ad Andro dove tennero consiglio. Dopo che Temistocle ebbe consigliato di allontanarsi dalla costa per precedere i Persiani tagliando così i ponti dell'Ellesponto, Euribiade, appoggiato da tutti gli altri generali, affermò che ciò sarebbe stato controproducente perché così facendo l'imperatore, costretto a rimanere in Europa, per il sostentamento delle sue stesse truppe, avrebbe cominciato a far razzie, aggiogando a sé popoli e riprendendo eventualmente la campagna di aggressione.
Compreso Temistocle come non fosse possibile persuadere gli altri generali, si rivolse agli Ateniesi cercando di placare la loro ira, invitandoli a tornare a casa e esortandoli a lasciare che Serse si ritirasse, provando così a procurarsi sia la gloria conveniente al suo rango di salvatore della Grecia sia l'apprezzamento dell'imperatore, che riuscì ad ottenere inviandogli degli uomini affinché questi dicessero che era stato lui a trattenere gli altri Greci dall'inseguimento dell'esercito aggressore in fuga. Erodoto riporta inoltre come Temistocle abbia, durante il suo soggiorno ad Andro, imposto agli abitanti delle isole vicine che gli si versasse, minacciando una spedizione contro di loro, del denaro; alla sentita ricusazione da parte degli stessi abitanti, prontamente li assediò, ma ciò si dimostrò totalmente vano.

### La campagna di Mardonio (479 a.C.)
Dopo aver passato l'inverno tra Beozia e Tessaglia, concedendo così ai Greci di far ritorno in patria, Mardonio nel 479 a.C. riuscì a riconquistare Atene, poiché ancora una volta l'esercito panellenico aveva deciso di porsi a difesa dell'istmo di Corinto. Avendo deciso di sconfiggere sul campo gli invasori barbari, l'esercito greco, ancora sotto l'egida spartana, marciò verso l'Attica, riuscendo a far retrocedere Mardonio che così poté condurli in un territorio più ampio e favorevole: la Beozia. Fu proprio in questa regione che si disputò la battaglia decisiva della seconda guerra Persiana, tutti i soldati di Mardonio si acquartierarono presso la città di Platea, razziata l'anno precedente durante l'avanzata dello stesso esercito. I due successivi scontri, la battaglia di Platea (scontro terrestre) e la battaglia di Micale (scontro navale), quasi contemporanei, segnarono la definitiva distruzione rispettivamente del grosso dell'esercito persiano e del grosso della flotta sopravvissuta allo scontro avvenuto presso Salamina. Da qui i Persiani non tentarono mai più di invadere la Grecia, e persero pian piano il loro prestigio.

## Significato
La battaglia di Salamina segnò il punto di svolta nelle guerre persiane. Dopo Salamina, il Peloponneso, e per esteso la Grecia nel suo insieme, fu al sicuro dalla conquista; i Persiani soffrirono una caduta in termini di prestigio e un duro colpo anche a livello materiale. Già dalle vittorie di Platea e di Micale il rischio di conquista era stato annullato, e i Greci furono quasi in grado di dar vita a una controffensiva. Pure i Macedoni si accostarono a questi sentimenti di odio instillati a poco a poco dalle guerre Persiane, e, più di trent'anni dopo, la Tracia, le isole egee e la Ionia furono letteralmente strappate all'impero persiano e annesse alla lega delio-attica, succeduta alla lega panellenica, aventi entrambi (almeno all'inizio) il compito di ostacolare la vita dell'impero Achemenide. Con Salamina si ridusse notevolmente il potere che i Persiani avevano nei confronti dei Greci, e aprì la prospettiva di una eventuale vittoria greca, che avrebbe ridotto in modo consistente il potere persiano sull'Egeo.
Al pari delle battaglie di Maratona e delle Termopili, forse per le cattive condizioni in cui versavano i Greci e le ridotte possibilità di successo, quella di Salamina ha ottenuto quasi uno status leggendario (mentre la battaglia di Platea, ben più decisiva, non è mai assurta a tale livello nella cultura di massa). Un significativo numero di storici ha affermato che questa fu una delle più importanti battaglie della storia umana, al pari di Maratona.
In una visione più estrema di questa affermazione, alcuni storici affermano che se i Greci avessero perso a Salamina, la conseguente conquista della Grecia da parte dei Persiani avrebbe impedito lo sviluppo della cultura occidentale nella sua forma moderna.
Questo punto di vista è basato sulla premessa che la maggior parte della società moderna (dalla filosofia, alle scienze, fino alla democrazia) ha le sue radici nell'eredità lasciata dall'antica Grecia, che si è creata e rinnovata, o meglio ha avuto modo di rinnovarsi, con la vittoria della guerra, ottenuta per la gran parte, proprio grazie allo scontro di Salamina.
Perciò questa scuola di pensiero afferma che, considerato come i caratteri della cultura occidentale abbiano influenzato la storia, la dominazione persiana sulla Grecia avrebbe potuto cambiare l'evoluzione della storia umana.
Militarmente, è difficile trarre una lezione strategica da quanto accadde a Salamina, poiché il reale svolgimento del conflitto è incerto. Come alle Termopili, i Greci scelsero bene il teatro del conflitto col fine di impedire ai Persiani di sfruttare i vantaggi loro conferiti dalla superiorità numerica, ma, al contrario di quanto accadde nello scontro, i membri della lega panellenica dovettero sperare in una prima mossa dell'aggressore. Visti i vantaggi che portarono all'esito dello scontro, il successo dello stratagemma ordito da Temistocle è forse la lezione più importante.

## Nella letteratura
- Tra le rime di Petrarca si scorge un'allusione alla battaglia di Salamina.

( Petrarca, Canzoniere, Canto 28 v. 90 ss..)
- Eschilo parlò della battaglia di Salamina nella sua tragedia I Persiani, l'unica tra le sue tragedie basata su un fatto storicamente avvenuto.
- Lord Byron ricorda gli avvenimenti accaduti presso Salamina nel contesto della seconda guerra persiana accennandoli nel suo Don Juan e affiancandoli a quelli relativi alla battaglia di Maratona.

( Lord Byron, Don Juan, 3, 86, 4.)